# Тиль Уленшпигель

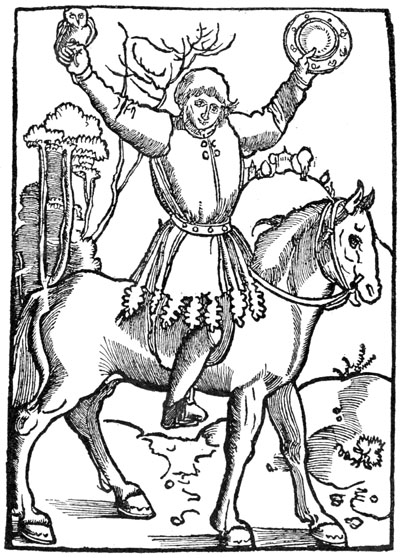
Народная книга об Уленшпигеле. Титульный лист издания 1515 года

Тиль Уленшпи́гель (нидерл. Tijl Uilenspiegel, н.-нем. Dyl Ulenspegel, нем. Till Eulenspiegel; в русской транскрипции встречаются варианты Ойленшпигель, Эйленшпигель) — герой средневековых нидерландских и немецких легенд и народных книг.

## От легенды к народной книге
Образ Уленшпигеля — бродяги, плута и балагура — начал складываться в немецком и фламандском фольклоре в XIV века. На нижненемецком наречии его имя звучало как Тиль Эйленшпигель. Обилие анекдотов и шванков об Уленшпигеле сделало этот персонаж собирательным, подобно Ходже Насреддину. Затем сюжет был литературно оформлен в напечатанной в 1510 или 1511 году немецкой народной книге Ein kurtzweilig Lesen von Dyl Ulenspiegel, geboren uß dem Land zu Brunßwick, wie er sein leben volbracht hat… («Занимательное сочинение о плуте Тиле, родившемся в земле Брауншвейг, о том, как сложилась жизнь его»). Эту книгу — её иногда приписывают брауншвейгскому хронисту Герману Боте — исследователь М. Реутин назвал «суммой сюжетов раннего комического эпоса». Вскоре последовала публикация лубочной фламандской книги Het Aerding Leben van Thyl Uylenspiegel (1515). Вслед за этим (уже в XVI веке) были напечатаны переводы «Тиля» на многие языки (латынь, нидерландский, французский, английский, польский).

## Персонаж
Тиль Уленшпигель неизменно изображался с двумя атрибутами — совой и зеркалом, а само его прозвище обычно переводится как «зеркало совы». Между тем существует и другая, обсценная трактовка этого прозвища: от средневерхненемецкого «ulen» (мыть, чистить) и «spіegel» (зеркало, на охотничьем жаргоне — задница). Подобная этимология согласуется не только с основным амплуа Тиля — мошенника и надувалы, но и с конкретным эпизодом народной книги, где он демонстрирует крестьянам свой зад.
Если верить народной книге, Тиль — историческое лицо. Он якобы родился около 1300 года в нижнесаксонском городе Кнайтлинген, много путешествовал по Германии, Бельгии и Голландии. Умер от чумы в Мёльне в 1350 году. Однако никаких свидетельств реального существования этого персонажа нет.

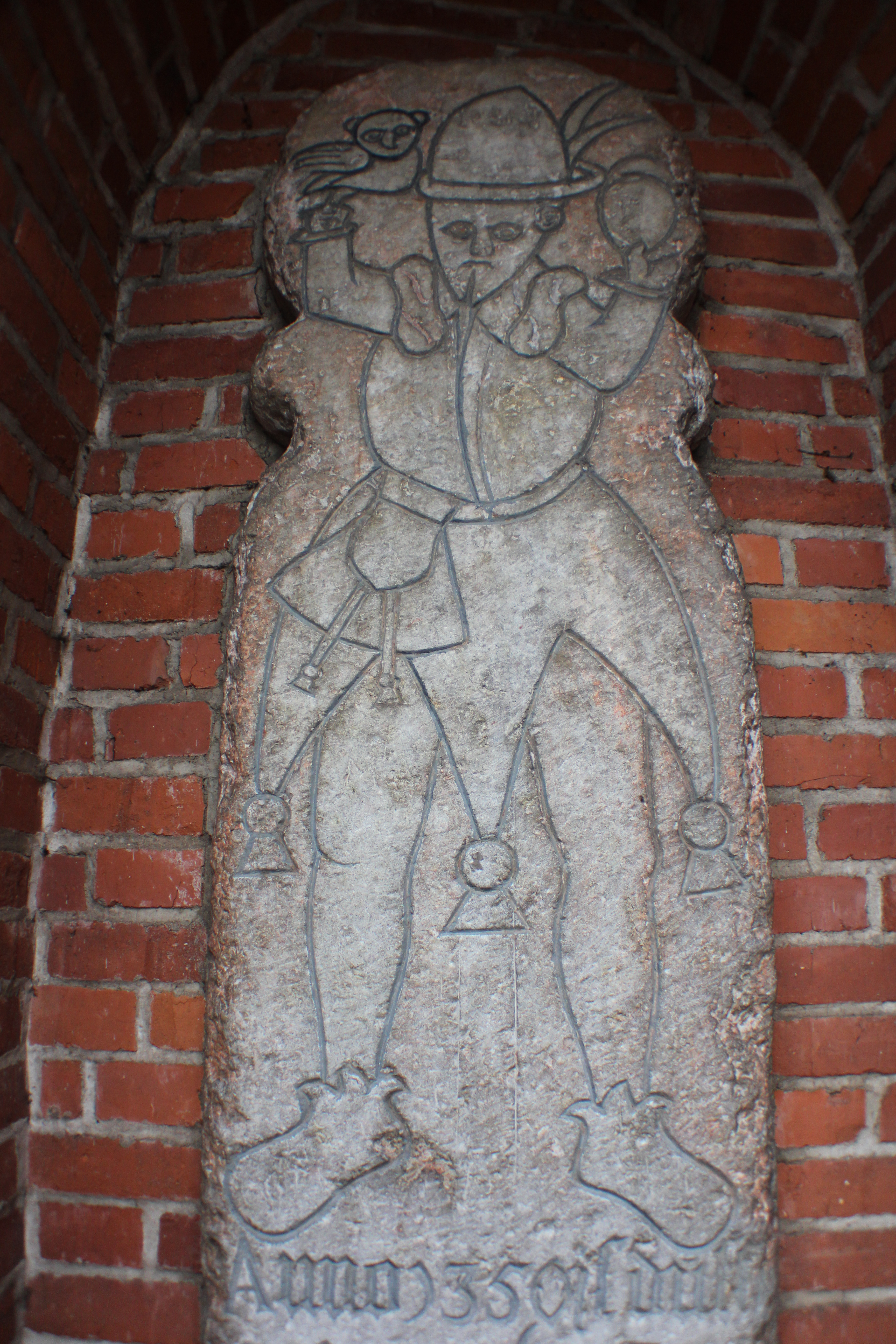
Тиль Уленшпигель (Мёльн)

Уленшпигель постоянно обводит вокруг пальца как горожан, так и крестьян; он воплощает собой вольный и независимый дух личной инициативы, несовместимый с оседлым образом жизни. Он во многом подрывает патриархальный средневековый мир, отчасти предвосхищает дух плебейского крыла Реформации.

### Хореография

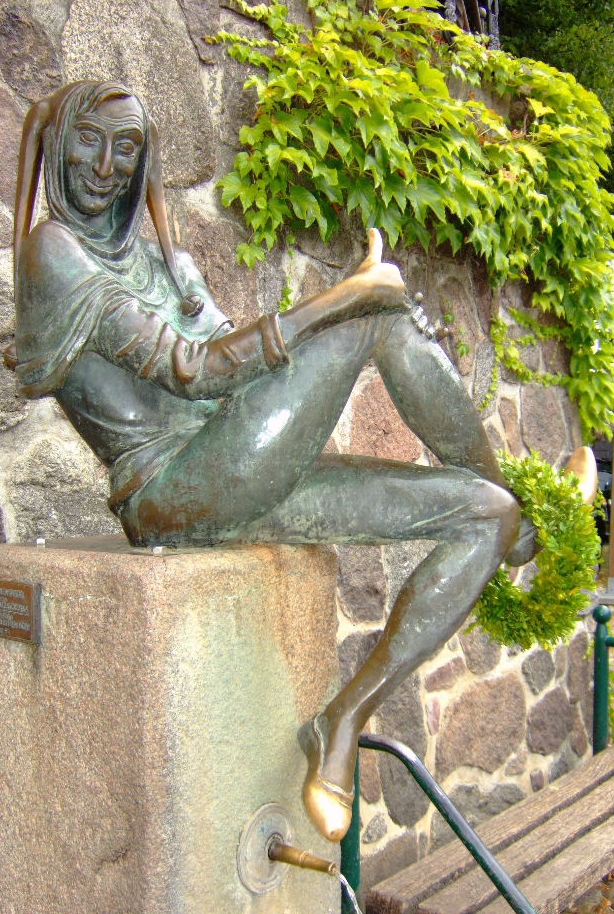
Фонтан Уленшпигеля в г. Мёльн (земля Шлезвиг-Гольштейн)

## Переработки сюжета